# San Pietro al Tanagro
San Pietro al Tanagro ist eine italienische Gemeinde mit 1645 Einwohnern (Stand 31. Dezember 2023) in der Provinz Salerno in der Region Kampanien und Teil der Comunità Montana Vallo di Diano.

## Geografie
Der Ort liegt im südlichen Bereich der Berggruppe Monti Alburni. Die Nachbargemeinden sind Atena Lucana, Corleto Monforte, San Rufo, Teggiano und Sant’Arsenio.